# Mario Convertino
Mario Convertino (Milano, 1948 – 1996) è stato un designer e grafico italiano.

## Biografia
Inizia a lavorare nell'industria musicale creando, dalla metà degli anni Settanta, alcune delle più originali copertine di dischi per molti protagonisti della scena musicale italiana (tra gli altri, Lucio Battisti, Alberto Fortis, Pooh, Nada, Musicanova,Angelo Branduardi, Pino Daniele, Gianna Nannini, Krisma, Decibel , Ivan Graziani, Premiata Forneria Marconi). Collabora con lo Studio Hypgnosis di Londra, noto per aver firmato le copertine dei Genesis, Led Zeppelin e Pink Floyd.
Dal 1980 applica per la prima volta la grafica al mezzo televisivo: dal primo programma musicale, Mister Fantasy del 1981, di cui cura sigla e grafica, alle videosigle de La Domenica Sportiva nel 1986, e, negli anni novanta, di Italia '90, del TG1 di Bruno Vespa, di Italia sera e di Mi manda Lubrano.
Cura la grafica e le illustrazioni di alcune testate di grande successo popolare, come il magazine musicale Gong negli anni sessanta-ottanta e, dal 1991, l'almanacco Barbanera.